# Bomolochus megaceros
Bomolochus megaceros – gatunek widłonoga z rodziny Bomolochidae. Opisał go w 1865 roku austriacki zoolog Camill Heller. Okaz typowy pozyskano ze skrzeli ryby Stromateus niger (obecna jej nazwa to Parastromateus niger) złowionej w Oceanie Indyjskim.